# اسماعیل سلیم محمد
اسماعیل سلیم محمد (انگلیسی: Ismail Selim Mohamed؛ زادهٔ ۸ اکتبر ۱۹۴۴) بازیکن بسکتبال اهل مصر بود.